# Eunice manihine
Eunice manihine är en ringmaskart som beskrevs av Longbottom 1970. Eunice manihine ingår i släktet Eunice och familjen Eunicidae. Inga underarter finns listade i Catalogue of Life.